# Una famiglia vincente - King Richard
Una famiglia vincente - King Richard (King Richard) è un film del 2021 diretto da Reinaldo Marcus Green.
La pellicola narra le vicende di Richard Williams, padre e allenatore delle sorelle tenniste Venus e Serena Williams, interpretato da Will Smith, che per il ruolo ha vinto l'Oscar al miglior attore ai premi Oscar 2022.

## Trama
Richard Williams vive a Compton, in California, con la moglie Oracene Price, soprannominata Brandy, le tre figliastre e le due figlie Venus e Serena. Richard aspira a trasformare Venus e Serena in tenniste professioniste, scrivendo un piano per il loro successo fin da prima che nascessero. Richard e Brandy allenano Venus e Serena quotidianamente, mentre lavorano rispettivamente come guardia giurata e infermiera.
Un giorno Richard porta le ragazze a vedere l'allenatore Paul Cohen, che si sta allenando con John McEnroe e Pete Sampras. Nonostante le sue riserve iniziali, Cohen accetta di assistere ad una partita delle ragazze e ne rimane impressionato. Tuttavia, le Williams non possono permettersi un allenatore professionista e Cohen rifiuta di allenare entrambe le ragazze gratuitamente. Cohen infine sceglie Venus, allenandola quotidianamente in forma gratuita, mentre Serena continua ad allenarsi con la madre. Dopo alcuni mesi, Cohen incoraggia Venus a partecipare ai tornei juniores di tennis, in cui la ragazza trova subito il successo. Tuttavia Richard sottolinea a Venus e alle sue sorelle che devono rimanere umili nonostante il loro successo, attraverso una metafora tratta dal film Disney Cenerentola.
Durante uno dei tornei di Venus, anche Serena si iscrive per giocare sostenuta dalla madre ma all'insaputa del padre. Mentre entrambe le ragazze continuano ad avere successo, la famiglia viene trattata come estranea alla classe sociale delle concorrenti, composta prevalentemente da bianchi americani di classe borghese, mosse da un sentimento razzista. Nel corso dei tornei, Richard incontra agenti sportivi ma, temendo che le sue figlie vengano sfruttate per guadagnare soldi, le ritira completamente dal circuito giovanile. Cohen lo avverte che la sua decisione distruggerà le possibilità delle ragazze di diventare professioniste, ma Richard rimane fermo e lo licenzia come allenatore.
Nelle settimane successive, l'allenatore Rick Macci si reca in California per vedere le ragazze giocare. Colpito dalle doti delle giovani, accetta le ragazze nel proprio campus e la famiglia si trasferisce in Florida per allenarsi nella sua struttura. Richard sorprende Rick ribadendo che le ragazze non giocheranno nelle giovanili, ma si alleneranno e andranno a scuola come normali bambine. Nei tre anni successivi, i media e Rick si interrogano sulla strategia di Richard con le ragazze e sul suo desiderio di visibilità mediatica. Venus dice a Rick che vuole diventare professionista. Richard accetta con riluttanza, ma in seguito rinuncia, preoccupato che possa subire un destino simile a quello dell'allieva di Rick, Jennifer Capriati, che soffre di un esaurimento nervoso ed è stata arrestata per possesso di droga.
La decisione mette a dura prova i rapporti di Richard con Venus, Brandy e Rick. Dopo un litigio con Brandy, in cui la moglie lo accusa di infedeltà coniugale e eccesso di potere nei confronti dei famigliari, si riconcilia con Venus, accettando di farla giocare nell'imminente Bank of the West Classic di Oakland, in California. Prima del torneo, la famiglia incontra un dirigente della Nike, che offre loro un importante contratto di sponsorizzazione del valore di 3 milioni di dollari. Rick li esorta ad accettare, ma la famiglia decide collettivamente di rifiutare, ritenendo che una volta che Venus inizierà a giocare attirerà offerte più remunerative.
Approdati al Bank of the West Classic, Venus inizialmente fatica nel suo primo incontro da professionista contro Shaun Stafford, ma alla fine trionfa. Nel suo incontro successivo, contro la testa di serie Arantxa Sánchez Vicario, si presenta come sfavorita, ma si aggiudica il primo set e si porta in vantaggio nel secondo, prima che la Vicario si prenda una pausa bagno prolungata, atto che Macci ritiene essere una tecnica per far raffreddare Venus e indebolirla fisicamente. Tornata in campo, Sánchez Vicario vince il secondo set e la partita, inanellando 11 giochi filati. Richard e Brandy confortano Venus, dicendole di essere orgogliosa per il traguardo raggiunto. Quando la famiglia lascia lo stadio, una grande folla di sostenitori la sta aspettando per fare il tifo per lei, e Rick dice a Richard che diverse grandi aziende di scarpe sono ansiose di incontrare Venus.
L'epilogo rivela che nove mesi dopo, all'età di 15 anni, Venus avrebbe firmato un contratto con Reebok per 12 milioni di dollari (equivalenti a 22.000.000 di dollari nel 2021). Nel corso della sua carriera ha vinto cinque volte il torneo di Wimbledon ed è la prima donna afroamericana a diventare numero uno al mondo durante l'era Open. Serena, che ha raggiunto Venus come professionista due anni dopo, è diventata 23 volte campionessa del Grande Slam ed è considerata da molti la più grande giocatrice della storia del tennis.

## Produzione
Il progetto viene annunciato nel marzo 2019, con Will Smith protagonista nei panni di Richard Williams, e Zach Baylin come sceneggiatore; nello stesso periodo la Warner Bros. si aggiudica i diritti del film. Nel giugno dello stesso anno Reinaldo Marcus Green viene scelto per la regia.

### Riprese
Le riprese del film sono iniziate nel gennaio 2020 a Los Angeles.
Il budget del film è stato di 35,6 milioni di dollari, ma grazie alla tax credit della California Film Commission, 7,5 milioni sono rientrati alla produzione, portando il budget finale a 28,1 milioni di dollari.

## Colonna sonora
Beyoncé ha inciso la canzone Be Alive per i titoli di coda.
In un'intervista a Entertainment Weekly, Will Smith ha raccontato che la collaborazione con Beyoncé è nata dopo una prima proiezione del film, dove la storia delle sorelle ha ispirato la cantante a contribuire con una canzone: «Il matrimonio tra un film e una canzone è una specie di magia che non ha eguali nell'intrattenimento. Ero così felice quando Beyoncé ha chiamato».

## Promozione
Il primo trailer del film è stato diffuso il 28 luglio 2021.

## Distribuzione
Il film, inizialmente fissato per il 25 novembre 2020, è stato rimandato a causa della pandemia di COVID-19; è stato presentato al Telluride Film Festival il 2 settembre 2021 e distribuito nelle sale cinematografiche statunitensi a partire dal 19 novembre 2021 ed in contemporanea su HBO Max, mentre nelle sale italiane dal 13 gennaio 2022.

### Edizione italiana
Il doppiaggio italiano e la sonorizzazione della pellicola sono stati eseguiti dalla Laser Digital Film, mentre la direzione è di Alessandro Rossi e i dialoghi sono a cura di Cecilia Gonnelli.

## Riconoscimenti
- 2022 - Premio Oscar[17][2]
  - Miglior attore a Will Smith
  - Candidatura per il miglior film
  - Candidatura per la miglior attrice non protagonista a Aunjanue Ellis
  - Candidatura per la migliore sceneggiatura originale a Zach Baylin
  - Candidatura per la migliore canzone originale a Dixson e Beyoncé per Be Alive
  - Candidatura per il miglior montaggio a Pamela Martin
- 2022 - Golden Globe[18][19]
  - Migliore attore in un film drammatico a Will Smith
  - Candidatura per il miglior film drammatico
  - Candidatura per la migliore attrice non protagonista a Aunjanue Ellis
  - Candidatura per la migliore canzone originale a Dixson e Beyoncé per Be Alive
- 2021 - American Film Institute[20]
  - Migliori dieci film dell'anno
- 2021 - Dallas-Fort Worth Film Critics Association[21]
  - Terzo miglior film dell'anno
  - Secondo miglior attore a Will Smith
  - Terza miglior attrice non protagonista a Aunjanue Ellis
- 2021 - National Board of Review[22]
  - Migliori dieci film dell'anno
  - Miglior attore a Will Smith
  - Miglior attrice non protagonista a Aunjanue Ellis
- 2022 - ACE Eddie Awards[23]
  - Candidatura per il miglior montaggio in un film drammatico a Pamela Martin
- 2022 - British Academy Film Awards[24][25][26]
  - Miglior attore protagonista a Will Smith
  - Candidatura per la migliore sceneggiatura originale a Zach Baylin
  - Candidatura per la migliore attrice non protagonista a Aunjanue Ellis
  - Candidatura per il miglior casting a Rich Delia e Avy Kaufman
- 2022 - Critics' Choice Awards[27][28]
  - Miglior attore a Will Smith
  - Candidatura per il miglior film
  - Candidatura per la miglior attrice non protagonista a Aunjanue Ellis
  - Candidatura per il miglior giovane interprete a Saniyya Sidney
  - Candidatura per la miglior sceneggiatura originale a Zach Baylin
  - Candidatura per la miglior canzone a Dixson e Beyoncé per Be Alive
- 2022 - NAACP Image Award[29]
  - Miglior attore a Will Smith
  - Candidatura per il miglior film
  - Candidatura per la miglior regia a Reinaldo Marcus Green
  - Candidatura per la miglior attrice non protagonista a Aunjanue Ellis
  - Candidatura per il miglior cast
  - Candidatura per la miglior canzone R&B/Soul a Dixson e Beyoncé per Be Alive
- 2022 - Producers Guild of America Awards[30]
  - Candidatura al Darryl F. Zanuck Award per il miglior film
- 2022 - Satellite Award[31]
  - Candidatura per il miglior film drammatico
  - Candidatura per il miglior attore in un film drammatico a Will Smith
  - Candidatura per la migliore attrice non protagonista a Aunjanue Ellis
  - Candidatura per il miglior regista a Reinaldo Marcus Green
  - Candidatura per la migliore sceneggiatura originale a Zach Baylin
  - Candidatura per la miglior canzone originale a Dixson e Beyoncé per Be Alive
  - Candidatura per il miglior montaggio a Pamela Martin
- 2022 - Screen Actors Guild Award[32][33]
  - Miglior attore cinematografico a Will Smith
  - Candidatura per il miglior cast cinematografico
- 2022 - Writers Guild of America Award[34]
  - Candidatura per la miglior sceneggiatura originale a Zach Baylin